# ファーディナンド (競走馬)
ファーディナンド（Ferdinand、1983年 - ?）とは、アメリカ合衆国で生産・調教されたサラブレッドの競走馬である。1986年にケンタッキーダービー、1987年にブリーダーズカップ・クラシックを優勝。1987年のエクリプス賞年度代表馬。
競走馬引退後はアメリカで種牡馬となり、1994年に日本へ輸出された。しかし日本での種牡馬成績は思わしくなく2002年9月に廃用となり、その後屠殺処分されたとみられることが報道によって明らかになった。

## 競走馬時代
1985年9月にデビューしたファーディナンドは4戦目で勝ち上がると、5戦目にG1のハリウッドフューチュリティへ出走する。だがライバルの一頭となるスノーチーフの圧倒的なパフォーマンスの前に3着に敗れ、2歳シーズンを終えた。3歳になったファーディナンドは、準重賞のサンタカリナステークスを制すると、サンタアニタダービーでふたたびスノーチーフと対峙するが、またしても圧倒的な逃げ切りの前に3着に敗れる。
ここまでデビュー戦をのぞいてすべて3着以内に入っていたファーディナンドだったが、重賞は未勝利であり、ケンタッキーダービーでは9番人気の低評価であった。だが、1番人気のスノーチーフが直線で失速するのを尻目に内から力強く抜け出して優勝する。プリークネスステークスは2着、ベルモントステークスは3着だったが、年末のマリブステークスでスノーチーフを下して3歳シーズンを締めくくった。
4歳時はチャールズ・H・ストラブステークス、サンタアニタハンデキャップでブロードブラッシュ、スノーチーフと猛烈な叩き合いを演じるがいずれも2着に敗れる。さらにサンルイレイステークス、ジョンヘンリーハンデキャップ、カリフォルニアンステークスでも敗れてG1競走6連敗を喫するが、ハリウッドゴールドカップでジャッジアンジェルーチを下して勝利すると勢いに乗り、3連勝でブリーダーズカップ・クラシックを迎えた。
ブリーダーズカップ・クラシックではこの年のケンタッキーダービー馬、アリシーバとのダービー馬対決が焦点となった。直線でジェッジアンジェルーチにファーディナンドが襲い掛かり、さらにアリシーバが続く展開になった。ゴール前では必死に逃げるファーディナンド、追い詰めるアリシーバという構図になり、ファーディナンドがわずかにハナ差凌ぎきった。この勝利によって、年度代表馬、古牡馬チャンピオンの座を確定させた。
翌5歳時も現役を続けたファーディナンドだったが6戦して未勝利に終わり、10月のグッドウッドハンデキャップを最後に引退した。デビュー戦以外はすべて5着以内に入る、安定した成績を収めた。

### 年度別競走成績
- 1985年（5戦1勝）
- 1986年（8戦3勝）
  - ケンタッキーダービー (G1) 、マリブステークス (G2)
- 1987年（10戦4勝）
  - ハリウッドゴールドカップ (G1) 、グッドウッドハンデキャップ (G3) 、ブリーダーズカップ・クラシック (G1)
- 1988年（6戦0勝）

## 種牡馬時代
1989年にアメリカ・ケンタッキー州のクレイボーンファームで種牡馬となる。その後日本に輸出され、1994年より静内町（現・新ひだか町）のアロースタッドで供用される。2001年より新冠町の五嶋牧場にて供用され、2002年まで種付けを行った。

### 代表産駒
- ブルインザヘザー (Bull Inthe Heather) - フロリダダービー（アメリカG1）
- フォクシーファーディ (Foxy Ferdie) - ナタルマステークス（カナダ）
- バロンファーディナンド (Baron Ferdinand) - スコティッシュクラシック（イギリスG3）
- ビバリーコート (Bibury Court) - アリシバステークス（アメリカG3）
- ラフレシアダンサー - ひまわり賞（盛岡）、ビューチフル・ドリーマーカップ（水沢）
- コンプリートアゲン - 東北ジュニアグランプリ（盛岡）

## ファーディナンド屠殺処分に関する報道
2003年夏、日本在住のアメリカ人ジャーナリストであるバーバラ・バイヤーが、ファーディナンドの生産者兼馬主であったケック家が同馬の消息を捜している事実を知ったことをきっかけに同馬に関する調査に着手し、同馬が2002年後半に屠殺処分された可能性がきわめて高いという結論に至った。
バイヤーはこのことを指摘する記事をアメリカの競馬専門誌『ブラッド・ホース』に寄稿し、その後バイヤーの調査結果は欧米の競馬専門誌や通信社を通じて世界各国に配信された。

## 血統表
| ファーディナンド (Ferdinand)の血統（ニジンスキー系 / Bull Dog 5x5=6.25%） | ファーディナンド (Ferdinand)の血統（ニジンスキー系 / Bull Dog 5x5=6.25%） | ファーディナンド (Ferdinand)の血統（ニジンスキー系 / Bull Dog 5x5=6.25%） | （血統表の出典）   | （血統表の出典） |
| 父 Nijnsky 1967 鹿毛 カナダ                                               | 父の父Northern Dancer 1961 鹿毛 カナダ                                    | Nearctic                                                                  | Nearco             | Nearco           |
| 父 Nijnsky 1967 鹿毛 カナダ                                               | 父の父Northern Dancer 1961 鹿毛 カナダ                                    | Nearctic                                                                  | Lady Angela        |                  |
| 父 Nijnsky 1967 鹿毛 カナダ                                               | 父の父Northern Dancer 1961 鹿毛 カナダ                                    | Natalma                                                                   | Native Dancer      | Native Dancer    |
| 父 Nijnsky 1967 鹿毛 カナダ                                               | 父の父Northern Dancer 1961 鹿毛 カナダ                                    | Natalma                                                                   | Almahmoud          |                  |
| 父 Nijnsky 1967 鹿毛 カナダ                                               | 父の母Flaming Page 1959 鹿毛 カナダ                                       | Bull Page                                                                 | Bull Lea           | Bull Lea         |
| 父 Nijnsky 1967 鹿毛 カナダ                                               | 父の母Flaming Page 1959 鹿毛 カナダ                                       | Bull Page                                                                 | Our Page           |                  |
| 父 Nijnsky 1967 鹿毛 カナダ                                               | 父の母Flaming Page 1959 鹿毛 カナダ                                       | Flaring Top                                                               | Menow              | Menow            |
| 父 Nijnsky 1967 鹿毛 カナダ                                               | 父の母Flaming Page 1959 鹿毛 カナダ                                       | Flaring Top                                                               | Flaming Top        |                  |
| 母 Banja Luka 1968 鹿毛 アメリカ                                          | 母の父Double Jay 1944 黒鹿毛 アメリカ                                     | Balladier                                                                 | Black Toney        | Black Toney      |
| 母 Banja Luka 1968 鹿毛 アメリカ                                          | 母の父Double Jay 1944 黒鹿毛 アメリカ                                     | Balladier                                                                 | Blue Warbler       |                  |
| 母 Banja Luka 1968 鹿毛 アメリカ                                          | 母の父Double Jay 1944 黒鹿毛 アメリカ                                     | Broomshot                                                                 | Whisk Broom        | Whisk Broom      |
| 母 Banja Luka 1968 鹿毛 アメリカ                                          | 母の父Double Jay 1944 黒鹿毛 アメリカ                                     | Broomshot                                                                 | Centre Shot        |                  |
| 母 Banja Luka 1968 鹿毛 アメリカ                                          | 母の母Legato 1956 黒鹿毛 アメリカ                                         | Dark Star                                                                 | Royal Gem          | Royal Gem        |
| 母 Banja Luka 1968 鹿毛 アメリカ                                          | 母の母Legato 1956 黒鹿毛 アメリカ                                         | Dark Star                                                                 | Isolde             |                  |
| 母 Banja Luka 1968 鹿毛 アメリカ                                          | 母の母Legato 1956 黒鹿毛 アメリカ                                         | Vulcania                                                                  | Some Chance        | Some Chance      |
| 母 Banja Luka 1968 鹿毛 アメリカ                                          | 母の母Legato 1956 黒鹿毛 アメリカ                                         | Vulcania                                                                  | Vagrancy F-No.13-c |                  |

- 4代母Vagrancyは1942年のCCAオークス勝ち馬。